# Комбінована малонова та метилмалонова ацидурія
Комбінована малонова і метилмалонова ацидурія (англ. Combined malonic and methylmalonic aciduria, CMAMMA), яку також називають комбінованою малоновою та метилмалоновою ацидемією, є спадковим метаболічним захворюванням, що характеризується підвищеним рівнем малонової кислоти та метилмалонової кислоти. Однак рівень метилмалонової кислоти перевищує рівень малонової кислоти. CMAMMA - це не тільки органічна ацидурія, але й дефект мітохондріального синтезу жирних кислот (mtFASII). Деякі дослідники висунули гіпотезу, що CMAMMA може бути однією з найбільш поширених форм метилмалоновой ацидемії і, можливо, однією з найбільш поширених вроджених порушень метаболізму. Через те, що його рідко діагностують, захворювання найчастіше залишається непоміченим.

## Симптоми і ознаки
Клінічні фенотипи CMAMMA дуже неоднорідні і варіюються від асимптомних, легких і до важких симптомів. Основна патофізіологія ще не вивчена. У літературі описані такі симптоми:
- метаболічний ацидоз [2] [7] [8]
- кома [4] [3]
- гіпоглікемія [4] [2] [3]
- судоми [4] [2] [7] [8]
- шлунково-кишкові захворювання  [7] [8]
- затримка розвитку [4] [7] [8]
- затримка мови [1] [4] [6]
- відсутність набору ваги [4]
- психічне захворювання [4]
- проблеми з пам'яттю [4]
- зниження когнітивних здібностей [4]
- енцефалопатія [6]
- кардіоміопатія [2] [7] [8]
- дисморфічні особливості [7] [8]

Коли перші симптоми з'являються в дитинстві, вони, швидше за все проявляються як проміжні порушення метаболізму, тоді як у дорослих вони зазвичай є неврологічними симптомами.

## Причини
CMAMMA - це вроджене, аутосомно-рецесивне порушення обміну речовин, що призводить до дефіциту мітохондріального ферменту ацил-КоА-синтетази сімейства 3 (англ. Acyl-CoA synthetase family member 3, ACSF3). Ген ACSF3 розташований на хромосомі 16, локус q24.3, складається з 11 екзонів і кодує білок з 576 амінокислот. CMAMMA може бути спричинена гомозиготними або складними гетерозиготними варіантами мутацій в гені ACSF3. На основі частоти мінорних алелів (MAF) можна прогнозувати поширеність CMAMMA ~ 1: 30 000.

## Патофізіологія
ACSF3 кодує ацил-КоА-синтетазу, яка локалізована в мітохондріях і має високу специфічність до малонової та метилмалонової кислот. Як малон-КоА-синтетаза вона відповідає за перетворення малонової кислоти в малоніл-КоА, а як метилмалон-КоА-синтетаза - за перетворення метилмалонової кислоти в метилмалоніл-КоА.

Схематичний огляд патофізіології CMAMMA

### Дефект мітохондріального синтезу жирних кислот (mtFASII)
ACSF3, виконуючи функцію малоніл-КоА-синтетази, каталізує перетворення малонової кислоти в малоніл-КоА, що є першим етапом шляху мітохондріального синтезу жирних кислот (mtFASII). MtFASII - не плутати з більш відомим синтезом жирних кислот (FASI) в цитоплазмі - відіграє важливу роль у регуляції енергетичного обміну і в ліпідопосередкованих сигнальних процесах.
Дефіцит ACSF3 в CMAMMA призводить до накопичення малонової кислоти та мітохондріального дефіциту малоніл-КоА. У той час як малонова кислота конкурентно інгібує комплекс II і має цитотоксичну дію, дефіцит субстрату малоніл-КоА, в свою чергу, призводить до зниження малонілювання мітохондріальних білків, що впливає на активність метаболічних ферментів і змінює метаболізм клітин. Однак потреба в малоніл-КоА все ще може бути частково задоволена за допомогою ферменту mtACC1, мітохондріальної ізоформи ацетил-КоА карбоксилази 1 (ACC1), що пояснює широкий клінічний фенотип CMAMMA. Дефіцит проміжних продуктів може бути продовжений до основного продукту mtFASII, октаноил-ACP, який необхідний як вихідний субстрат для біосинтезу ліпоєвої кислоти, для складання комплексів окислювального фосфорилювання і як ендогенний субстрат для β-окислення. Важливі мітохондріальні мультиферментні комплекси, такі як енергетичний метаболізм, піруватдегідрогеназний комплекс (PDHC), α-кетоглутаратдегідрогеназний комплекс (α-KGDHC) та метаболізм амінокислот, розгалужений альфа-кетокислотний дегідрогеназний комплекс (BCKDHC), оксоадипатдегідрогеназний комплекс (OADHC) та система розщеплення гліцину (GCS) залежать від ліпоєвої кислоти як ковалентного кофактора для своєї функціональності. Як наслідок, знижене ліпоїлювання піруватдегідрогеназного комплексу та α-кетоглутаратдегідрогеназного комплексу призводить до зниження гліколітичного потоку, що вимірюється в гліколізі та гліколітичній здатності. Для компенсації енергетичних потреб клітини, ймовірно, можна виявити посилення регуляції β-окислення жирних кислот і зниження концентрації амінокислот, які анаплеротично включаються в цикл трикарбонових кислот, таких як аспартат, глутамін, ізолейцин, треонін і лейцин. Таким чином, зниження мітохондріального дихання та гліколітичного потоку призводить до погіршення гнучкості мітохондрій з великою залежністю від β-окислення жирних кислот та підвищеного споживання анаплеротичних амінокислот.
Однак, незважаючи на високу потребу в енергії, нервові клітини не здатні ефективно використовувати жирні кислоти для виробництва енергії, за винятком гліальних клітин та спеціалізованих нейронів у гіпоталамусі. Тим не менш, існує тісна метаболічна взаємодія між гліальними клітинами у вигляді астроцитів та нейронами для підтримки клітинної функціональності. Тому припускають, що CMAMMA також призводить до посилення регуляції β-окислення в клітинах мозку, що призводить до підвищеного ризику гіпоксії та окислювального стресу, які можуть сприяти розвитку неврологічних симптомів у довгостроковій перспективі.
Крім того, відбуваються масивні зміни в клітинних складних ліпідах, такі як підвищення рівня біологічно активних ліпідів, таких як сфінгомієліни та кардіоліпіни, а також триацилгліцеридів, які додатково супроводжуються зміною довжини ланцюга жирних кислот та наявністю непарних видів ланцюгів. На противагу цьому, фосфатидилхоліни, фосфатидилгліцерини та кераміди зменшуються, причому останні пропорційно збільшенню сфінгомієлінів. Крім того, спостерігається значно нижчий рівень включення малонату в ліпіди, що вказує на те, що для метаболізму малонату необхідний ACSF3.

### Дефект розпаду метилмалонової кислоти (метилмалоновий ацидоз)

Роль ACSF3 у метаболізмі метилмалонової кислоти

ACSF3, виконуючи функцію метилмалоніл-КоА-синтетази, каталізує перетворення метилмалонової кислоти на метилмалоніл-КоА, що дозволяє їй розщеплюватися через цикл трикарбонових кислот.
Таким чином, дефіцит ACSF3 в CMAMMA призводить до зниження деградації і, як наслідок, до підвищеного накопичення метилмалонової кислоти в рідинах і тканинах організму, що також називається метилмалоновою ацидурією. Метилмалоніл-КоА утворюється з незамінних амінокислот валіну, треоніну, метіоніну та ізолейцину, непарних жирних кислот, пропіонової кислоти та бічного ланцюга холестерину і може перетворюватися на метилмалонову кислоту за допомогою D-метилмалоніл-КоА гідролази ще до того, як вона потрапляє в цикл трикарбонових кислот через сукциніл-КоА.
Бактеріальна ферментація в кишечнику є кількісно значущим джерелом пропіонової кислоти, яка є попередником метилмалонової кислоти. Крім того, пропіонова кислота також надходить з їжею, оскільки вона природно присутня в деяких продуктах харчування або додається як консервант харчовою промисловістю, особливо в хлібобулочні вироби та молочні продукти. Крім того, метилмалонова кислота утворюється під час катаболізму тиміну.
Однак внутрішньоклітинні естерази також здатні відщеплювати метильну групу (-CH3) метилмалонової кислоти та утворювати вихідну молекулу малонової кислоти.
In vitro можна встановити зв'язок між вільною метилмалоновою та малоновою кислотами з нейротоксичністю.

## Діагноз
Через широкий спектр клінічних симптомів і в значній мірі через відсутність в програмах скринінгу новонароджених вважається, що CMAMMA є недооціненим захворюванням.

### Програми скринінгу новонароджених
Оскільки CMAMMA, пов'язаний з геном ACSF3, не призводить до накопичення метилмалоніл-КоА, малоніл-КоА або пропіоніл-КоА, а також не спостерігається відхилень у профілі ацилкарнітину, то захворювання не виявляється стандартними програмами скринінгу новонароджених на основі аналізу крові.
Особливим випадком є провінція Квебек, де, окрім аналізу крові, також проводиться скринінг сечі на 21-й день після народження в рамках Quebec Neonatal Blood and Urine Screening Program, хоча, швидше за все, не у всіх з CMAMMA буде виявлено.

### Рутинні та біохімічні лабораторії
Розрахувавши співвідношення малонова кислота / метилмалонова кислота в плазмі, CMAMMA можна чітко відрізнити від класичної метилмалонової ацидемії. Це вірно як для тих, хто реагує на вітамін В12, так і для тих, хто не реагує з метилмалоновою ацидемією. Використання значень рівня малонової кислоти і метилмалонової кислоти в сечі не підходить для розрахунку цього співвідношення.
У пацієнтів з CMAMMA через ген ACSF3 рівень метилмалонової кислоти перевищує рівень малонової кислоти. Зворотна ситуація проявляється для CMAMMA спричиненої дефіцитом декарбоксилази малоніл-КоА.

### Молекулярно-генетичне тестування
Остаточний діагноз підтверджується молекулярно-генетичним дослідженням, якщо в гені ACSF3 виявлено біалельні патогенетичні варіанти. Існують спеціальні мультигенні панелі для діагностики метилмалонової ацидемії, але конкретні гени, що тестуються, можуть відрізнятися в різних лабораторіях і можуть бути адаптовані лікарем до індивідуального фенотипу.
Розширений скринінг носійства (ECS) в ході лікування безпліддя також може виявити носіїв мутацій в гені ACSF3.

## Дослідження
У 1984 році в науковому дослідженні вперше було описано CMAMMA, спричинену дефіцитом малоніл-КоА-декарбоксилази. Подальші дослідження цієї форми CMAMMA тривали до 1994 року, коли було виявлено іншу форму CMAMMA з нормальною активністю малоніл-КоА-декарбоксилази. У 2011 році генетичне дослідження за допомогою секвенування екзома визначило ген ACSF3 як причину CMAMMA з нормальною декарбоксилазою малоніл-КоА. У дослідженні, опублікованому в 2016 році, розрахунок співвідношення малонової кислоти до метилмалонової кислоти в плазмі крові представив нову можливість для швидкої метаболічної діагностики CMAMMA.
Quebec Neonatal Blood and Urine Screening Program робить провінцію Квебек цікавою для дослідження CMAMMA, оскільки вона представляє єдину в світі когорту пацієнтів без упередженості відбору. У період з 1975 по 2010 рік приблизно 2 695 000 новонароджених пройшли такий скринінг, при цьому було виявлено 3 випадки CMAMMA. Однак, виходячи з цього нижчого рівня виявлення порівняно з прогнозованим рівнем за гетерозиготними частотами, ймовірно, що не всі новонароджені з цим біохімічним фенотипом були виявлені програмою скринінгу. Дослідження 2019 року виявило 25 пацієнтів з CMAMMA у провінції Квебек. Усі, крім одного, потрапили в поле зору клініцистів завдяки провінційній програмі скринінгу сечі новонароджених, 20 з них - безпосередньо, а 4 - після встановлення діагнозу старшому братові чи сестрі.

## Фенотиповий ряд
Наступні захворювання також мають біохімічно підвищені рівні малонової та метилмалонової кислот:
- малоновий ацидурія[23]
- аутосомно-рецесивний розлад інтелектуального розвитку 69[23]

## Зовнішні посилання
- Combined malonic and methylmalonic acidemia на Orphanet
- Combined malonic and methylmalonic aciduria на OMIM
- Combined malonic and methylmalonic aciduria на PatientsLikeMe